# Burgtor (Lübeck)
Pour les articles homonymes, voir Burgtor.
La Burgtor, bâtiment de la fin de la période gothique, est la porte Nord de la ville de Lübeck, en Allemagne. Jadis au nombre de quatre, il ne reste aujourd'hui que deux de ces portes : la Burgtor et la Holstentor.